# Planet Voice
Planet Voice var en TV-show på The Voice TV. VJ var Simona Abraham med bisittaren Danny Dee. Programmet sändes varje vardag mellan klockan 15.00 och 16.00.
När Voice TV lades ner den 8 september 2008 försvann även programmet Planet Voice.